# Lampranthus
Lampranthus – rodzaj roślin z rodziny pryszczyrnicowatych (Aizoaceae). Obejmuje ponad 200 gatunków występujących głównie w Afryce południowej (tylko jeden gatunek – L. tegens – rośnie w Australii). Rośliny zasiedlają zwykle suche, często skaliste wzgórza. Rodzaj należy do nielicznych w obrębie rodziny znoszących większe wahania temperatur, włącznie z kilkustopniowym mrozem. W krajach o łagodnym klimacie mogą być uprawiane. Lampranthus glaucus jest gatunkiem, który zdziczały rozpowszechnił się wzdłuż wybrzeży południowej Europy.

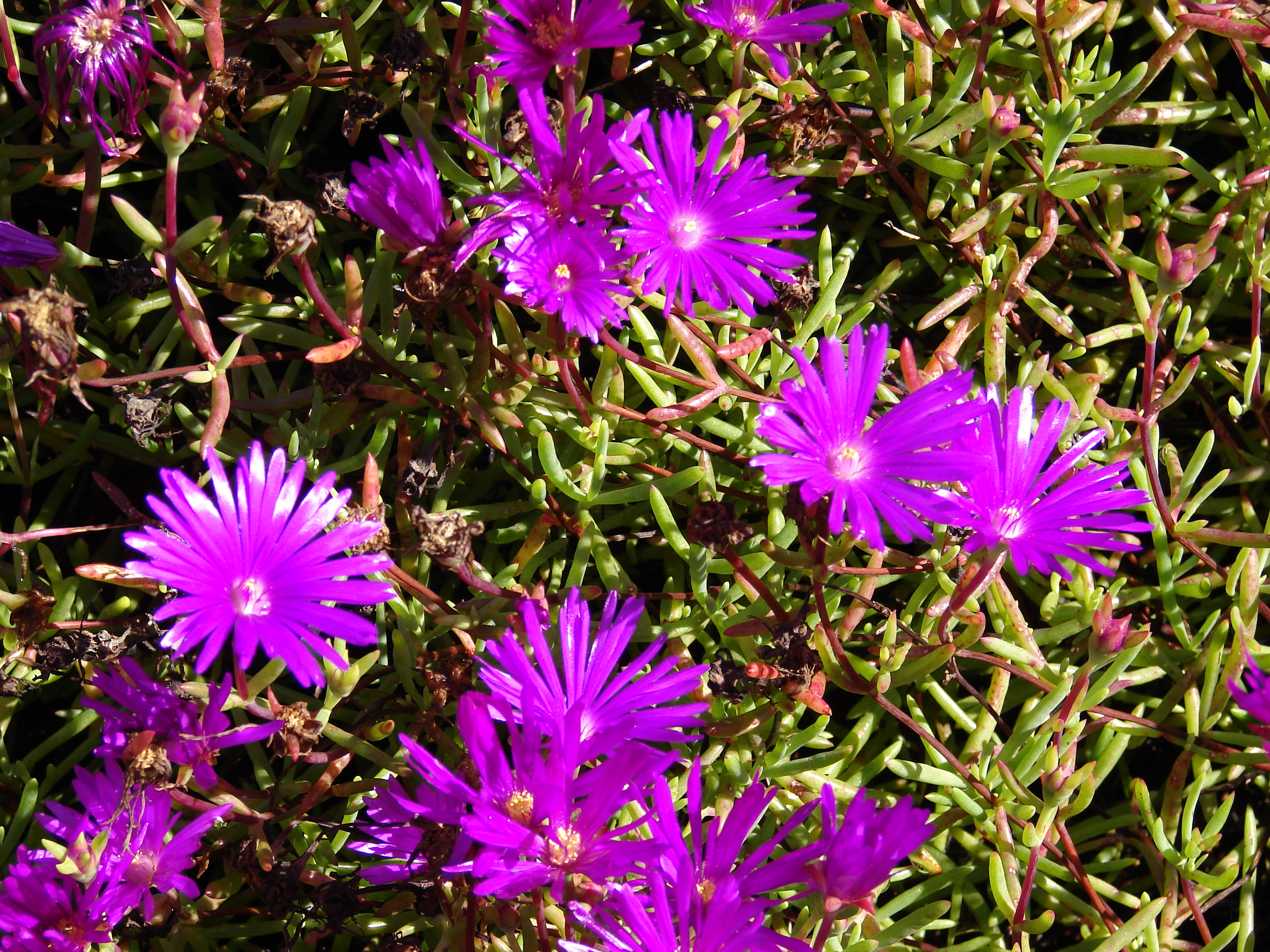
Lampranthus roseus

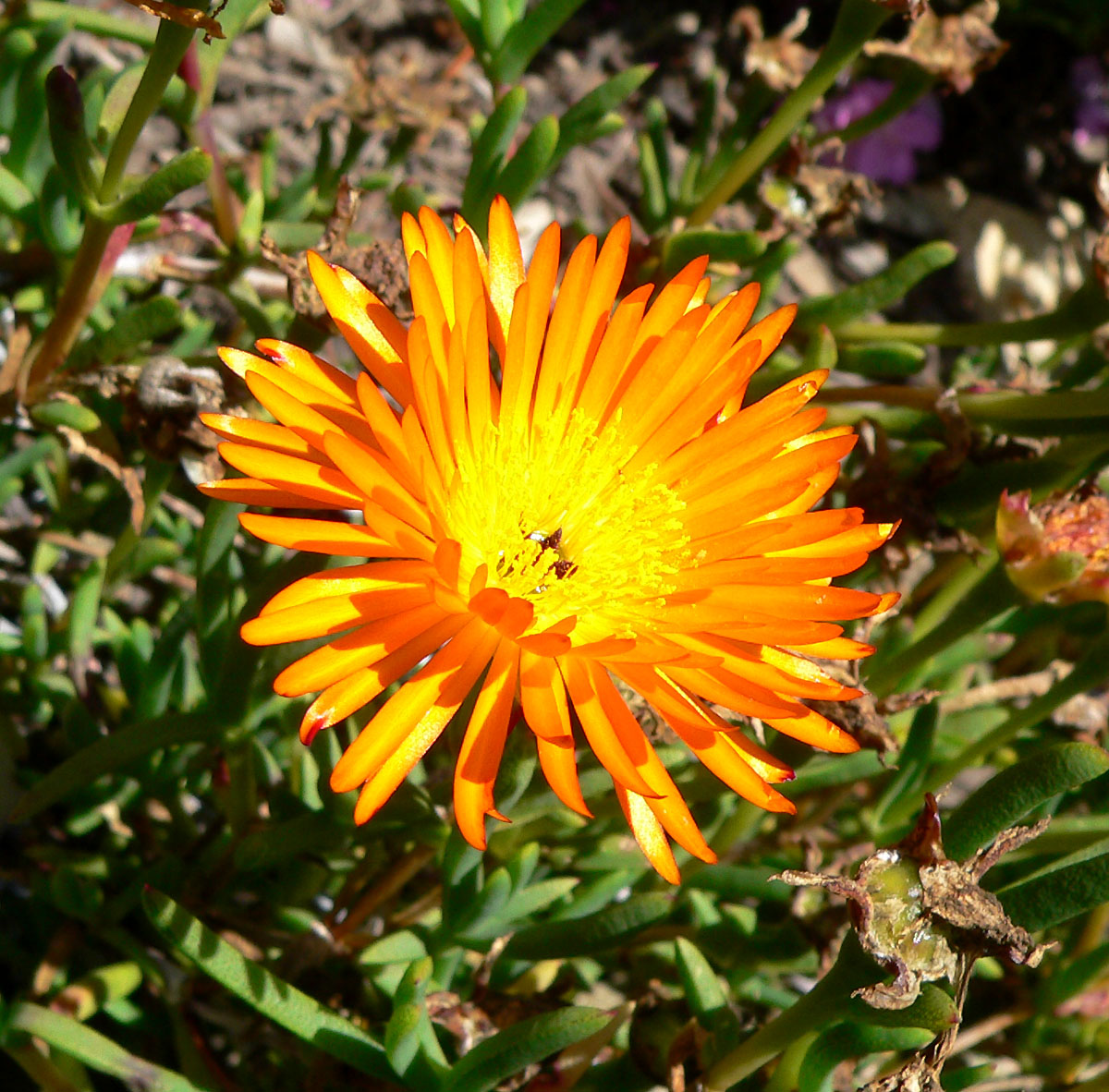
Lampranthus glaucoides

## Morfologia
PokrójSukulenty, byliny i niskie krzewy do 1 m wysokości. Cechą wyróżniającą są wyraźnie widoczne międzywęźla (luźne ułożenie liści) oraz kwiaty wyrastające na długich szypułkach.
LiścieNaprzeciwległe, gromadzące wodę – o kształcie cylindrycznym lub półkoliste na przekroju, czasem trójkątne.
KwiatyNa szypułkach – bardzo zróżnicowane kolorystycznie – białe, żółte, pomarańczowe, czerwone, fioletowe. Działek kielicha jest pięć. Płatki korony liczne, wyrastają w dwóch albo trzech rzędach. Pręciki liczne. Zalążnia 4- do 7-komorowej, dolna i spłaszczona, zwieńczona znamionami w liczbie od 4 do 7.
OwoceTorebki podzielone na 4 do 7 komór, zawierające czarne, gruszkowate nasiona.

## Systematyka
Pozycja według APweb (aktualizowany system APG III z 2009)
Przedstawiciel rodziny pryszczyrnicowatych (Aizoaceae) należącej do rzędu goździkowców (Caryophyllales) reprezentującego dwuliścienne właściwe.
Lista gatunków